# Radža Ravi Varma
Radža Ravi Varma (29. april 1848 – 2. oktobar 1906) bio je proslavljeni indijski slikar i umetnik. On se ubraja među najveće slikare u istoriji indijske umetnosti iz više estetskih i širih društvenih razloga. Prvo, smatra se da su njegovi radovi među najboljim primerima spajanja evropskih tehnika sa čisto indijskim senzibilitetom. Nastavljajući tradiciju i estetiku indijske umetnosti, njegove slike su koristile najnovije evropske tehnike akademske umetnosti tog vremena. Drugo, bio je poznat po tome što je javnosti omogućio dostupnost litografija svojih slika, što je uveliko poboljšalo njegov doseg i uticaj kao slikara i javne ličnosti. Zaista, njegove litografije su decenijama povećavale angažman običnih ljudi u likovnim umetnostima i definisale umetničke ukuse među običnim ljudima. Konkretno, njegovi prikazi hinduističkih božanstava i epizoda iz epova i Purana stekli su duboko prihvatanje javnosti i često se nalaze kao predmeti obožavanja širom Indije.
Radža Ravi Varma je bio usko povezan sa kraljevskom porodicom iz Travankora današnje države Kerala u Indiji. Kasnije u njegovom životu, dve njegove unuke usvojene su u tu kraljevsku porodicu, a njihovi potomci čine čitavu sadašnju kraljevsku porodicu Travankor, uključujući i poslednje tri maharadže (Balarama Varma , Martanda Varma  i Rama Varma VII).

## Umetnička karijera
Varma je bio pod pokroviteljstvom Ajiljam Tirunala, sledećeg maharadže iz Travankora i nakon toga je započeo formalnu obuku. Osnove slikarstva naučio je u Maduraju. Kasnije ga je obučavao Rama Svami Naidu u akvarel slikanju i prilično nevoljno u uljanom slikarstvu kod (holandskog ili danskog) portretiste Teodora Jensona.
Britanski administrator Edgar Turston je bio značajan u promovisanju karijera Varme i njegovog brata. Varma je stekao široko priznanje nakon što je osvojio nagradu za izložbu svojih slika u Beču 1873. Varmine slike su takođe poslate na Svetsku kolumbijsku izložbu održanu u Čikagu 1893. i nagrađen je sa tri zlatne medalje. On je putovao širom Indije u potrazi za temama. Često je modelovao hinduističke boginje po indijskim ženama, koje je smatrao lepim. Ravi Varma je posebno poznat po svojim slikama koje prikazuju epizode iz priče o Dušjanti i Šakuntali, i Nali i Damajantiju, iz Mahabarate. Predstavljanje mitoloških likova Ravija Varme postalo je deo indijske imaginacije epova. Često ga kritikuju jer je previše upadljiv i sentimentalan u svom stilu, ali njegov rad ostaje veoma popularan u Indiji. Mnoge od njegovih slika nalaze se u palati Lakšmi Vilas, Vadodara.

## Počasti
Godine 1904, vicekralj lord Kerzon, u ime britanskog kralja, dodelio je Varmi zlatnu medalju Kajzar-i-Hind. Koledž posvećen likovnoj umetnosti takođe je konstituisan u njegovu čast u Mavelikari, Kerala. Radža Ravi Varma Haj na Kilimanuru je dobio ime po njemu i postoje mnoge kulturne organizacije širom Indije koje nose njegovo ime. U njegovu čast 2013. godine nazvan je krater Varma na Merkuru. Uzimajući u obzir njegov ogroman doprinos indijskoj umetnosti, Vlada Kerale je ustanovila nagradu pod nazivom Radža Ravi Varma Puraskaram, koja se svake godine dodeljuje ljudima koji pokažu izvrsnost u oblasti umetnosti i kulture.
- Na njegovu 65. godišnjicu smrti, Indijska pošta izdala je prigodnu poštansku marku koja prikazuje Ravija Varmu i njegovu čuvenu sliku 'Damajanti i labud'.

## Nasleđe
Radža Ravi Varma se ponekad smatra prvim modernim indijskim umetnikom zbog njegove sposobnosti da pomiri zapadnjačku estetiku sa indijskom ikonografijom. Indijski istoričar umetnosti i kritičar Gita Kapur je napisao: 
Ravi Varma je neosporna očinska figura moderne indijske umetnosti. Naivan i ambiciozan u isto vreme, on otvara debatu za svoje kasnije sunarodnike u specifičnom pitanju definisanja individualnog genija kroz profesionalnu oštroumnost, testiranja načina kulturne adaptacije sa idiosinkratskim efektom, pokušaja slikovne naracije sa njenim istorijskim dometom.
Slično, umetnik škole Baroda Gulam Mohamed Šeik je takođe pisao o Ravi Varmi kao modernom umetniku. U svom eseju „Ravi Varma u Barodi“, Šeik je tvrdio da je Varma bio ključna figura u uspostavljanju indijske moderne umetnosti, tvrdeći da „priča o savremenoj indijskoj umetnosti nikada nije bila ista nakon što je Ravi Varma ušao u nju. On je ostavio svoj otisak u skoro svakom njegovom aspektu." Poput Kapura, šeik je pohvalio integraciju indijske i zapadne estetike i tehnika Ravija Varme, uporedivši ga sa indijskim modernistom Nandalalom Boseom.
Međutim, nasleđe Ravija Varme je kontroverzno. Kolega umetnik iz Baroda škole i istoričar umetnosti Ratan Parimu je video Ravija Varmu u nepovoljnijem svetlu, pogrdno ga nazivajući kičem i tvrdeći da je Varmin rad manje duhovno autentičan od narodne umetnosti i plemenske umetnosti. On je tvrdio da je Ravi Varma odgovoran za „vulgarnost“ popularne umetnosti, upoređujući Varmin rad sa jezivim bojama i seksualnošću popularnih slika u kalendarskoj umetnosti i filmovima.
Uprkos svom kontroverznom nasleđu, Ravi Varma je i dalje važna figura za moderne i savremene indijske umetnike. Na primer, moderna umetnica Nalini Malani rekreirala je Galaksiju muzičara Ravija Varme u svojoj video instalaciji Jedinstvo u različitosti da bi ispitala idealistički nacionalizam Ravija Varme. Slično tome, savremena umetnica Pušpamala N. rekreirala je nekoliko slika Ravi Varme sa sobom kao subjektom da dekonstruiše idealizovane prikaze boginja i indijanskih žena Ravi Varme.

## Bibliografija

### Engleski
- Raja Ravi Varma: Painter of Colonial Indian by Rupika Chawla, Pub: Mapin Publishing, Ahmedabad, March 2010.
- Raja Ravi Varma – Oleographs Catalogue by D.Jegat Ishwari, Pub: ShriParasuraman, Chennai, 2010,  9788191002614
- Ravi Varma Classic: 2008, Genesis Art Foundation, Cochin-18;45 clour plate with text by Vijayakumar Menon.
- The Painter: A life of Ravi Varma by Deepanjana Pal Random House India, 2011  9788184002614
- Raja Ravi Varma – The Most Celebrated Painter of India: 1848–1906, Parsram Mangharam, Bangalore, 2007
- Raja Ravi Varma – The Painter Prince: 1848–1906, Parsram Mangharam, Bangalore, 2003
- Raja Ravi Varma and the Printed Gods of India, Erwin Neumayer & Christine Schelberger, New Delhi, Oxford University Press, 2003
- Raja Ravi Varma: The Most Celebrated Painter of India : 1848 – 1906, Classic Collection, Vol I & II. Bangalore, Parsram Mangharam, 2005
- Raja Ravi Varma: Portrait of an Artist, The Diary of C. Raja Raja Varma/edited by Erwin Neumayer and Christine Schelberger. New Delhi, Oxford University Press, 2005
- Divine Lithography, Enrico Castelli and Giovanni Aprile, New Delhi, Il Tamburo Parlante Documentation Centre and Ethnographic Museum, 2005
- Photos of the Gods: The Printed Image and Political Struggle in India by Christopher Pinney. London, Reaktion Book, 2004
- Raja Ravi Varma:Raja Ravi Varma:E.M Joseph Venniyur, former director of AIR
- Raja Ravi Varma: A Novel, Ranjit Desai -Translated by Vikrant Pande, Pub: Harper Perennial (2013),  9789350296615
- Pages of a Mind: Life and Expressions, Raja Ravi Varma, Pub: Piramal Art Foundation (2016),  9788193066805

### Malajalam
- Ravi Varma – A critical study by Vijayakumar Menon, Pub: Kerala Lalitha Kala Akademy, Trissur, 2002
- Raja Ravi Varmayum chitrkalayum, Kilimanoor Chandran, Department of Cultural Publications, Kerala Government, 1999.
- Chithramezhuthu Koyithampuran, P. N. Narayana Pillai.
- Raja Ravi Varma, N. Balakrishnan Nair.

### Marati
- "Raja Ravi Varma", a novel by Marathi language novelist Ranjit Desai translated into English by Vikrant Pande.

## Galerija
- Sri Shanmukha Subramania Swami
- Tilottama, chromolithograph, 1896
- Saraswati
- Sri Rama conquers Varuna from Ramayana
- Damayanti from Mahabharata
- Ladies in the moonlight
- Shantanu and Satyavati from Mahabharata
- Simhaka and Sairandhri from Mahabharata
- Jatayu wars with Ravana
- Woman holding a fan
- Galaxy of Musicians
- The Maharashtrian Lady
- Gypsies
- Woman Holding a Fruit
- Portrait of a Lady